# Liste chinesischer Maler
Dies ist eine Liste chinesischer Maler und Kalligraphen.

## Sortierbare Liste
| Pinyin            | Wade-Giles         | Chinesisch | Kurzzeichen | Daten                      | Anmerkungen                                 |
| ----------------- | ------------------ | ---------- | ----------- | -------------------------- | ------------------------------------------- |
| Ai Xuan           |                    |            |             | * 1947                     |                                             |
| Bǎnqiáo           |                    | 板橋       |             |                            | → Zhèng Xiè                                 |
| Biān Jǐngzhāo     | Pien Ching-chao    | 邊景昭     | 边景昭      | Ming-Dynastie              |                                             |
| Biān Shòumín      | Pien Shou-min      | 邊壽民     | 边寿民      | 1684–1752                  |                                             |
| Cao Buxing        | Ts'ao Pu-hsing     | 曹不興     | 曹不兴      | 3. Jahrhundert             |                                             |
| Cao Zhibai        | Ts'ao Chih-pai     | 曹知白     |             | 1272–1355                  |                                             |
| Changkang         |                    | 长康       |             |                            | → Gù Kǎizhī                                 |
| Chén Chún         | Ch'en Ch'un        | 陳淳       | 陈淳        | 1483–1544                  |                                             |
| Chen Daofu        | Ch'en Tao-fu       |            |             | Ming-Dynastie              |                                             |
| Chén Hóngshòu     | Ch'en Hung-shou    | 陳洪綬     | 陈洪绶      | 1598–1652                  |                                             |
| Chén Jìrú         | Ch'en Chi-ju       | 陈继儒     | 陳繼儒      | 1558–1639                  |                                             |
| Chen Lin          | Ch'en Lin          | 陳琳       |             | Yuan-Dynastie              |                                             |
| Cheng Jiasui      | Ch'eng Chia-sui    |            |             | Ming-Dynastie              |                                             |
| Chéng Zhèngkuí    | Ch'eng Cheng-k'ui  | 程正揆     | 程正揆      | 1604–1670                  |                                             |
| Chéng Suì         | Ch'eng Sui         | 程邃       | 程邃        | 1605–1691                  |                                             |
| Cuī Bái           | Ts'ui Po           | 崔白       | 崔白        | 11. Jahrhundert            |                                             |
| Cuī Zǐzhōng       | Ts'ui Tzu-chung    | 崔子忠     | 崔子忠      | Ming-Dynastie              | [ 1 ]                                       |
| Dài Jìn           | Tai Chin           | 戴進       | 戴进        | 1388–1462                  |                                             |
| Dai Xi            | Tai Hsi            |            |             | Qing-Dynastie              |                                             |
| Dèng Shírú        | Teng Shih-ju       | 鄧石如     | 邓石如      | Qing-Dynastie              |                                             |
| Dīng Guānpéng     | Ting Kuan-p'eng    | 丁觀鵬     | 丁观鹏      | Qing-Dynastie              |                                             |
| Ding Yunpeng      | Ting Yün-p'eng     | 丁云鵬     | 丁云鹏      | 1547–?                     |                                             |
| Dong Beiyuan      | Dong Bei-Yuan      |            |             |                            | → Dǒng Yúan                                 |
| Dǒng Qíchāng      | Tung Ch'i-ch'ang   | 董其昌     | 董其昌      | 1555–1636                  |                                             |
| Dǒng Yúan         | Tung Yüan          | 董源       | 董源        | ≈934≈962                   | auch: Dong Beiyuan                          |
| Du Jin            | Tu Chin            |            |             | Ming-Dynastie              |                                             |
| Du Qiong          | Tu Ch'iung         |            |             | Ming-Dynastie              |                                             |
| Fan Qi            | Fan Ch'i           |            |             | Qing-Dynastie              |                                             |
| Fāng Cóngyì       | Fang Ts'ung-i      | 方從義     | 方从义      | Yuan-Dynastie              |                                             |
| Fei Danxu         | Fei Tan-hsü        |            |             | Qing-Dynastie              |                                             |
| Fù Bàoshí         | Fu Pao-shih        | 傅抱石     | 傅抱石      | 1904–1965                  |                                             |
| Gai Qi            | Kai Ch'i           |            |             | Qing-Dynastie              |                                             |
| Gao Cen           | Kao Ts'en          | 高岑       | 高岑        | Qing-Dynastie              |                                             |
| Gāo Fènghàn       | Kao Feng-han       | 高鳳翰     | 高凤翰      | 1683–1749                  |                                             |
| Gāo Kègōng        | Kao K'o-kung       | 高克恭     | 高克恭      | 1248–1310                  |                                             |
| Gāo Qípeì         | Kao Ch'i-p'ei      | 高其佩     | 高其佩      | 1660–1734                  |                                             |
| Gao Xiang         | Kao Hsiang         |            |             | 1688–1753                  |                                             |
| Gong Kai          | Kung K'ai          | 龔開       | 龚开        | 1222–1307                  |                                             |
| Gōng Xián         | Kung Hsien         | 龔賢       | 龚贤        | 1618–1689                  |                                             |
| Gù Ān             | Ku An              | 顧安       | 顾安        | ≈1289–?                    |                                             |
| Gù Hóngzhōng      | Ku Hung-chung      | 顧閎中     | 顾闳中      | ≈910≈980                   |                                             |
| Gù Kǎizhī         | Ku K'ai-chih       | 顧愷之     | 顾恺之      | ≈345≈406                   | Künstlername 长康 (Changkang); 虎头 (Hutou) |
| Gu Hongzhong      | Ku Hung-Chung      | 顧閎中     | 顾闳中      | ≈937≈975                   |                                             |
| Gu Zhengyi        | Ku Cheng-i         |            |             | Ming-Dynastie              |                                             |
| Guan Daosheng     | Kuan Tao-sheng     |            |             | Yuan-Dynastie              |                                             |
| Guō Xī            | Kuo Hsi            | 郭熙       | 郭熙        | 960?–1127?                 |                                             |
| Hán Gàn           | Han Kan            | 韓幹       | 韩干        | ?–780                      |                                             |
| Hong Ren          | Hung Jen           |            |             | 1610–1664                  |                                             |
| Ho Kan            | Huo Hsueh-Kang     | 霍剛       | 霍剛        | 1932–                      | Ton Fan Group Gründer                       |
| Hú Jiéqīng        | Hu Chieh-ch'ing    | 胡絜青     |             | 1905–2001                  |                                             |
| Hutou             | Hu Tou             | 虎头       |             |                            | → Gù Kǎizhī                                 |
| Hu Zao            | Hu Tsao            |            |             | Qing-Dynastie              |                                             |
| Hua Yan           | Hua Yen            | 華喦       | 华喦        | Qing-Dynastie              |                                             |
| Huang Ding        | Huang Ting         | 黄鼎       |             | Qing-Dynastie              | 1660–1730 (?)                               |
| Huáng Shèn        | Huang Shen         | 黃慎       | 黄慎        | Qing-Dynastie              |                                             |
| Huáng Quán        | Huang Chüan        | 黃荃       | 黄荃        | 903–965                    |                                             |
| Huáng Gōngwàng    | Huang Kung-wang    | 黃公望     | 黄公望      | 1269–1354                  |                                             |
| Huáng Bīnhóng     | Huang Pin-hung     | 黃賓虹     | 黄宾虹      | 1864–1955                  |                                             |
| Jiāo Bǐngzhēn     | Chiao Ping-chen    | 焦秉貞     | 焦秉贞      | 1689–1726                  | [ 2 ]                                       |
| Jiǎng Tíngxí      | Chiang T'ing-hsi   | 蔣廷錫     | 蒋廷锡      | 1669–1732                  |                                             |
| Jin Nong          | Chin N’ung         | 金農       | 金农        | 1687–1764                  |                                             |
| Jīn Tíngbiāo      | Chin T'ing-piao    | 金廷標     | 金廷标      | Qing-Dynastie              |                                             |
| Jū Cháo           | Chü Ch'ao          | 居巢       | 居巢        | 1811–1865                  |                                             |
| Ju Ran            |                    |            |             |                            |                                             |
| Ke Jiusi          | K'o Chiu-ssu       |            |             | Yuan-Dynastie              |                                             |
| Kūn Cán           | K'un Ts'an         | 髡殘       | 髡残        | Qing-Dynastie              |                                             |
| Lán Yīng          | Lan Ying           | 藍瑛       | 蓝瑛        | 1585–?                     |                                             |
| Lěng Mèi          | Leng Mei           | 冷枚       | 冷枚        | Qing-Dynastie              |                                             |
| Lǐ Chéng          | Li Ch'eng          | 李成       | 李成        | 919–967                    | auch: Xián Xī 咸熙, Li Yingqiu              |
| Lǐ Fāngyīng       | Li Fangying        | 李方膺     | 李方膺      | 1695–1755                  |                                             |
| Lǐ Kàn            | Li K'an            | 李衎       |             | 1244–1320                  |                                             |
| Li Rongjin        | Li Jung-chin       |            |             | Yuan-Dynastie              |                                             |
| Lǐ Shàn           | Li Shan            | 李鱓       |             | 1686?≈1762                 |                                             |
| Li Shixing        | Li Shih-hsing      |            |             | Yuan-Dynastie              |                                             |
| Lǐ Táng           | Li Tang            | 李唐       | 李唐        | 1047–1127                  |                                             |
| Li Yingqiu        |                    |            |             |                            | → Lǐ Chéng                                  |
| Li Zai            | Li Tsai            |            |             | Ming-Dynastie              |                                             |
| Liáng Kǎi         | Liang K'ai         | 梁楷       | 梁楷        | 1127?–1279?                |                                             |
| Lín Liáng         | Lin Liang          | 林良       | 林良        | Ming-Dynastie              |                                             |
| Liu Jue           | Liu Chüeh          |            |             | Ming-Dynastie              |                                             |
| Lǚ Jì             | Lü Chi             | 呂紀       | 吕纪        | 1477–?                     |                                             |
| Lu Guang          | Lu Kuang           |            |             | Yuan-Dynastie              |                                             |
| Lù Zhì            | Lu Chih            | 陸治       | 陆治        | Ming-Dynastie              |                                             |
| Luó Mù            | Lo Mu              | 羅牧       | 罗牧        | 1622–?                     |                                             |
| Luó Pìn           | Lo P'in            | 羅聘       | 罗聘        | 1733–1799                  |                                             |
| Luo Zhichuan      | Lo Chih-ch'uan     |            |             | Yuan-Dynastie              |                                             |
| Mǎ Wǎn            | Ma Wan             | 馬琬       | 马琬        | Yuan-Dynastie              |                                             |
| Ma Yuan           |                    | 马远       |             | 1190–1279                  |                                             |
| Ma Yuanyu         | Ma Yüan-yü         |            |             | ≈1150≈1230                 |                                             |
| Mei Daoren        |                    |            |             |                            | → Wú Zhèn                                   |
| Méi Qīng          | Mei Ch'ing         | 梅清       | 梅清        | Qing-Dynastie              |                                             |
| Mi Fei            | Mi Fu              | 米芾       | 米芾        | 1051–1107                  | Der „alte Mi“                               |
| Mi Youren         | Mi You-Ren         |            |             |                            | Der „junge Mi“                              |
| Min Zhen          | Min Chen           |            |             | Qing-Dynastie              |                                             |
| Ní Yuánlù         | Ni Yüan-lu         | 倪元璐     | 倪元璐      | Ming-Dynastie              |                                             |
| Ní Zàn            | Ni Tsan            | 倪瓚       | 倪瓒        | 1301–1374                  |                                             |
| Pán Tiānshòu      | P'an T'ien-shou    | 潘天壽     | 潘天寿      | 1897–1971                  |                                             |
| Pú Huá            | P'u Hua            | 蒲華       | 蒲华        | Qing-Dynastie              |                                             |
| Pǔ Rú             | Pu Ju              | 溥儒       | 溥儒        | 1887–1963                  | [ 4 ]                                       |
| Qí Báishí         | Ch'i Pai-shih      | 齊白石     | 齐白石      | 1863–1957                  | [ 5 ]                                       |
| Qian Du           | Ch'ien Tu          |            |             | Qing-Dynastie              |                                             |
| Qian Gu           | Ch'ien Ku          |            |             | Ming-Dynastie              |                                             |
| Qian Songyan      |                    |            |             |                            |                                             |
| Qián Xuǎn         | Ch'ien Hsüan       | 錢選       | 钱选        | ≈1235–1305                 |                                             |
| Qiú Yīng          | Ch'iu Ying         | 仇英       | 仇英        | Ming-Dynastie              |                                             |
| Rèn Rénfā         | Jen Jen-fa         | 任仁發     | 任仁发      | 1254–1327                  |                                             |
| Rèn Xióng         | Jen Hsiung         | 任熊       | 任熊        | 1823–1857                  |                                             |
| Rèn Xūn           | Jen Hsün           | 任薰       | 任薰        | 1835–1893                  |                                             |
| Rèn Yí            | Jen I              | 任頤       | 任颐        | 1840–1896                  |                                             |
| Shao Mi           | Shao Mi            |            |             | Ming-Dynastie              |                                             |
| Shěn Quán         | Shen Ch'üan        | 沈銓       | 沈铨        | 1682–1760                  |                                             |
| Shen Shichong     | Shen Shih-ch'ung   |            |             | Ming-Dynastie              |                                             |
| Shěn Zhōu         | Shen Chou          | 沈周       | 沈周        | 1427–1509                  |                                             |
| Shèng Mào         | Sheng Mao          | 盛懋       | 盛懋        | Yuan-Dynastie              |                                             |
| Sheng Maoye       | Sheng Mao-yeh      |            |             | Ming-Dynastie              |                                             |
| Shí Tāo           | Shih T'ao          | 石濤       | 石涛        | 1642–1707                  |                                             |
| Song Maojin       | Sung Mao-chin      |            |             | Ming-Dynastie              |                                             |
| Song Xu           | Sung Hsü           |            |             | Ming-Dynastie              |                                             |
| Sun Junze         | Sun Chün-tse       |            |             | Yuan-Dynastie              |                                             |
| Sūn Kèhóng        | Sun K'o-hung       | 孫克弘     | 孙克弘      | 1533–1611                  |                                             |
| Sūn Lóng          | Sun Lung           | 孫隆       | 孙隆        | Ming-Dynastie              |                                             |
| Tang Di           | Tang Ti            |            |             | Yuan-Dynastie              |                                             |
| Tang Yifen        | Tang I-fen         |            |             | Qing-Dynastie              |                                             |
| Táng Yín          | Tang Yin           | 唐寅       | 唐寅        | 1470–1523                  |                                             |
| Wáng Duó          | Wang Tuo           | 王鐸       | 王铎        | 1592–1652                  |                                             |
| Wáng È            | Wang O             | 王諤       |             | um 1500                    |                                             |
| Wáng Fú           | Wang Fu            | 王紱       | 王绂        | Ming-Dynastie              |                                             |
| Wang Guxiang      | Wang Ku-hsiang     |            |             | Ming-Dynastie              |                                             |
| Wang Hui          | Wang Hui           | 王翬       |             | 1632–1717                  |                                             |
| Wáng Jiàn         | Wang Jian          | 王鑒       | 王 鉴       | 1598–1677                  |                                             |
| Wáng Lǚ           | Wang Lü            | 王履       | 王履        | 1332–?                     |                                             |
| Wáng Miǎn         | Wang Mien          | 王冕       | 王冕        | 1287–1359                  |                                             |
| Wáng Méng         | Wang Meng          | 王蒙       | 王蒙        | 1308–1385                  | auch: Wang Shuming (王书明)                 |
| Wáng Shímǐn       | Wang Shih-min      | 王時敏     | 王时敏      | 1592–1680                  |                                             |
| Wang Shisen       | Wang Shih-sen      |            |             | Qing-Dynastie              |                                             |
| Wang Shuming      | Wang Shu-ming      | 王书明     |             |                            | → Wáng Méng                                 |
| Wáng Wéi          | Wang Wei           | 王維       | 王维        | 701–761                    |                                             |
| Wáng Wǔ           | Wang Wu            | 王武       | 王武        | 1632–1690                  |                                             |
| Wáng Xīmèng       | Wang Hsi-meng      | 王希孟     | 王希孟      | 1096?–1119                 | Werk: »Tausend Li Flüsse und Berge«         |
| Wang Yi           | Wang I             |            |             | Yuan-Dynastie              |                                             |
| Wang Yuan         | Wang Yüan          |            |             | Yuan-Dynastie              |                                             |
| Wang Yuanqi       | Wang Yüan-ch'i     | 王原祁     |             | Qing-Dynastie              |                                             |
| Wáng Zhènpéng     | Wang Chen-p'eng    | 王振鵬     | 王振鹏      | Yuan-Dynastie              |                                             |
| Wén Bórén         | Wen Po-jen         | 文伯仁     | 文伯仁      | 1502–1575                  |                                             |
| Wen Jia           | Wen Chia           |            |             | Ming-Dynastie              |                                             |
| Wen Tong          | Wen T'ung          | 文同       | 文同        | 1018–1079                  | Style name Yuke (与可)                      |
| Wén Zhēngmíng     | Wen Cheng-ming     | 文徵明     | 文徵明      | 1470–1559                  | [ 6 ] [ 7 ]                                 |
| Wú Bīn            | Wu Pin             | 吳彬       | 吴彬        | Ming-Dynastie              |                                             |
| Wú Chāngshuò      | Wu Ch'ang-shuo     | 吳昌碩     | 吴昌硕      | 1844–1927                  |                                             |
| Wú Dàoxuán        | Wu Tao-hsan        | 吳道玄     | 吴道玄      | 685–758                    |                                             |
| Wu Daozi          | Wu Tao-tzu         | 吳道子     | 吴道子      | 710–780                    |                                             |
| Wú Hóng           | Wu Hung            | 吳宏       | 吴宏        | Qing-Dynastie              |                                             |
| Wú Lì             | Wu Li              | 吴历       | 吳歷        | 1632–1718                  |                                             |
| Wu Shixian        | Wu Shih-hsien      |            |             | Qing-Dynastie              |                                             |
| Wu Wei            | Wu Wei             |            |             | Ming-Dynastie              |                                             |
| Wú Zhèn           | Wu Chen            | 吳鎮       | 吴镇        | 1280–1354                  | auch: Mei Daoren                            |
| Wú Zuòrén         | Wu Tso-jen         | 吳作人     | 吴作人      |                            |                                             |
| Xi Gang           | Hsi Kang           |            |             | Qing-Dynastie              |                                             |
| Xià Chǎng         | Hsia Ch'ang        | 夏昶       | 夏昶        | 1388–1470                  |                                             |
| Xián Xī           |                    | 咸熙       |             |                            | → Lǐ Chéng                                  |
| Xiàng Shèngmó     | Hsiang Sheng-mo    |            | 项圣谟      | 1597–1658                  |                                             |
| Xiāo Yúncóng      | Hsiao Yün-ts'ung   |            | 萧云从      | 1596–1673                  |                                             |
| Xiè Shíchén       | Hsieh Shih-ch'en   |            | 谢时臣      | 1488–?                     |                                             |
| Xie Sun           | Hsieh Sun          |            |             | Qing-Dynastie              |                                             |
| Xú Bēihóng        | Hsü Pei-hung       | 徐悲鴻     | 徐悲鸿      | 1895–1953                  |                                             |
| Xū Gǔ             | Hsü Ku             | 虛谷       | 虚谷        | Qing-Dynastie              |                                             |
| Xú Wèi            | Hsü Wei            | 徐渭       | 徐渭        | 1521–1593                  |                                             |
| Xú Xī             | Hsü Hsi            | 徐熙       | 徐熙        | 937–975                    |                                             |
| Yan Hui           | Yen Hui            |            |             | Yuan-Dynastie              |                                             |
| Yán Lìběn         | Yen Li-pen         | 閻立本     | 阎立本      | 70?–673                    |                                             |
| Yang Jin          | Yang Chin          |            |             | Qing-Dynastie              |                                             |
| Yáng Wéizhēn      | Yang Wei-chen      | 楊維楨     | 杨维桢      | Yuan-Dynastie              |                                             |
| Yao Tingwei       | Yao T'ing-wei      |            |             | Yuan-Dynastie              |                                             |
| Yè Xīn            | Yeh Hsin           | 葉欣       | 叶欣        | Qing-Dynastie              |                                             |
| Yu Zhiding        | Yü Chih-ting       | 禹之鼎     | 禹之鼎      | 1647–1716                  |                                             |
| Yuan Jiang        | Yüan Chiang        |            |             | Qing-Dynastie              |                                             |
| Yuan Yao          | Yüan Yao           |            |             | Qing-Dynastie              |                                             |
| Yun Shouping      | Yün Shou-p'ing     | 惲寿平     |             | 1633–1690                  |                                             |
| Zeng Jing         | Tseng Ching        |            |             | 1564–1647                  |                                             |
| Zha Shibiao       | Cha Shih-piao      |            |             | Qing-Dynastie              |                                             |
| Zhǎn Zǐqián       | Chan Tzu-ch'ien    | 展子虔     | 展子虔      | 581–618                    |                                             |
| Zhāng Dàqiān      | Chang Ta-ch'ien    | 張大千     | 张大千      | 1899–1983                  |                                             |
| Zhang Lu          | Chang Lu           |            |             | Ming-Dynastie              |                                             |
| Zhāng Sēngyáo     | Chang Seng-yao     | 張僧繇     | 张僧繇      | 502–557                    |                                             |
| Zhang Shunzi      | Chang Shun-tzu     |            |             | Yuan-Dynastie              |                                             |
| Zhāng Shūqí       | Chang Shu-ch'i     | 張書旂     |             | 1900–1957                  | [ 8 ]                                       |
| Zhang Wo          | Chang Wo           |            |             | Yuan-Dynastie              |                                             |
| Zhāng Xuān        | Chang Hsüan        | 張萱       | 张萱        | ?-? (zwischen 618 und 907) |                                             |
| Zhang Yin (Maler) | Chang Yin          |            |             | Qing-Dynastie              |                                             |
| Zhāng Zéduān      | Chang Tse-tuan     | 張擇端     | 张择端      | ?-? (zw. 960–1127)         |                                             |
| Zhang Zongcang    | Chang Tsung-ts'ang |            |             | Qing-Dynastie              |                                             |
| Zhào Jí           | Chao Chi           | 趙佶       | 赵佶        |                            | Kaiser Huizong (徽宗)                       |
| Zhào Mèngfǔ       | Chao Meng-fu       | 赵孟頫     | 趙孟頫      | 1254–1322                  |                                             |
| Zhao Yong         | Chao Yung          |            |             | Yuan-Dynastie              |                                             |
| Zhao Yuan         | Chao Yüan          |            |             | Yuan-Dynastie              |                                             |
| Zhào Zhīqiān      | Chao Chih-ch'ien   | 趙之謙     | 赵之谦      | 1829–1884                  |                                             |
| Zhao Zuo          | Chao Tso           |            |             | Ming-Dynastie              |                                             |
| Zheng Sixiao      | Cheng Ssu-xsiao    | 鄭思肖     | 郑思肖      | 1241–1318                  |                                             |
| Zhèng Xiè         | Cheng Hsieh        | 鄭燮       | 郑燮        | 1693–1765                  | Beiname Bǎnqiáo 板橋                        |
| Zhou Chen         | Chou Ch'en         |            |             | Ming-Dynastie              |                                             |
| Zhōu Fǎng         | Chou Fang          | 周昉       |             | aktiv 720–810              |                                             |
| Zhou Wenjing      | Chou Wen-ching     |            |             | Ming-Dynastie              |                                             |
| Zhou Zhimian      | Chou Chih-mien     |            |             | Ming-Dynastie              |                                             |
| Zhū Dā            | Chu Ta             | 朱耷       | 朱耷        | 1626–1705                  |                                             |
| Zhu Derun         | Chu Te-jun         |            |             | Yuan-Dynastie              |                                             |
| Zou Yigui         | Tsou I-kui         |            |             | Qing-Dynastie              |                                             |
| Zou Zhe           | Tsou Che           |            |             | Qing-Dynastie              |                                             |